# BMW WR 750
Die BMW WR 750 war ein Rennmotorrad von BMW mit Zweizylinder-Viertakt-Boxermotor, das von 1929 bis 1935 für Rekordfahrten eingesetzt wurde.

## Geschichte
Die Idee zur Aufladung des Boxermotors mit einem Kompressor hatte schon der Konstrukteur der BMW R 37, Rudolf Schleicher. Aber erst nach dessen Weggang von BMW setzen der Rennmechaniker Josef Hopf, engster Vertrauter von Rudolf Schleicher, und der BMW-Werksfahrer und Deutsche Meister der Jahre 1926 und 1927, Ernst Jakob Henne, das Konzept um. 1928 liefen die ersten Motoren auf dem Prüfstand. Die WR 750 wurde für Rekordfahren von Ernst Henne, die kleinere Version, die WR 500, wurde nur in nationalen Rennen eingesetzt, weil sie die Vorherrschaft der englischen Marken im internationalen Rennsport nicht brechen konnte. Erst das Nachfolgemodell, die BMW 500 Kompressor, war international konkurrenzfähig.

### Rekordfahrten
Den ersten offiziellen Geschwindigkeitsweltrekord für BMW stellte Ernst Jakob Henne auf einer WR 750 am 19. September 1929 mit 216,75 km/h über die Meile mit fliegendem Start auf; die Leistung soll damals bei 75 PS (bei einem Ladedruck von 1,2 bar) gelegen haben. Die Rekordfahrten mit dem Stoßstangen-Kompressor-Motor, dessen Leistung im Laufe der Zeit erhöht wurde, fanden bis zum 27. September 1935 statt. Ernst Henne fuhr auf der WR 750 Kompressor 55 seiner 76 Weltrekorde. Diese Fahrten wurden von BMW kommerziell vermarktet.
- Liste der absoluten Geschwindigkeitsweltrekorde für Motorräder (Henne/WR 750):

| Datum              | Geschwindigkeit | Ort               |
| ------------------ | --------------- | ----------------- |
| 19. September 1929 | 216,75 km/h     | München           |
| 20. September 1930 | 221,54 km/h     | München           |
| 3. November 1932   | 244,40 km/h     | Tát               |
| 28. Oktober 1934   | 246,069 km/h    | Gyón              |
| 27. September 1935 | 254,046 km/h    | Frankfurt am Main |

## Technik

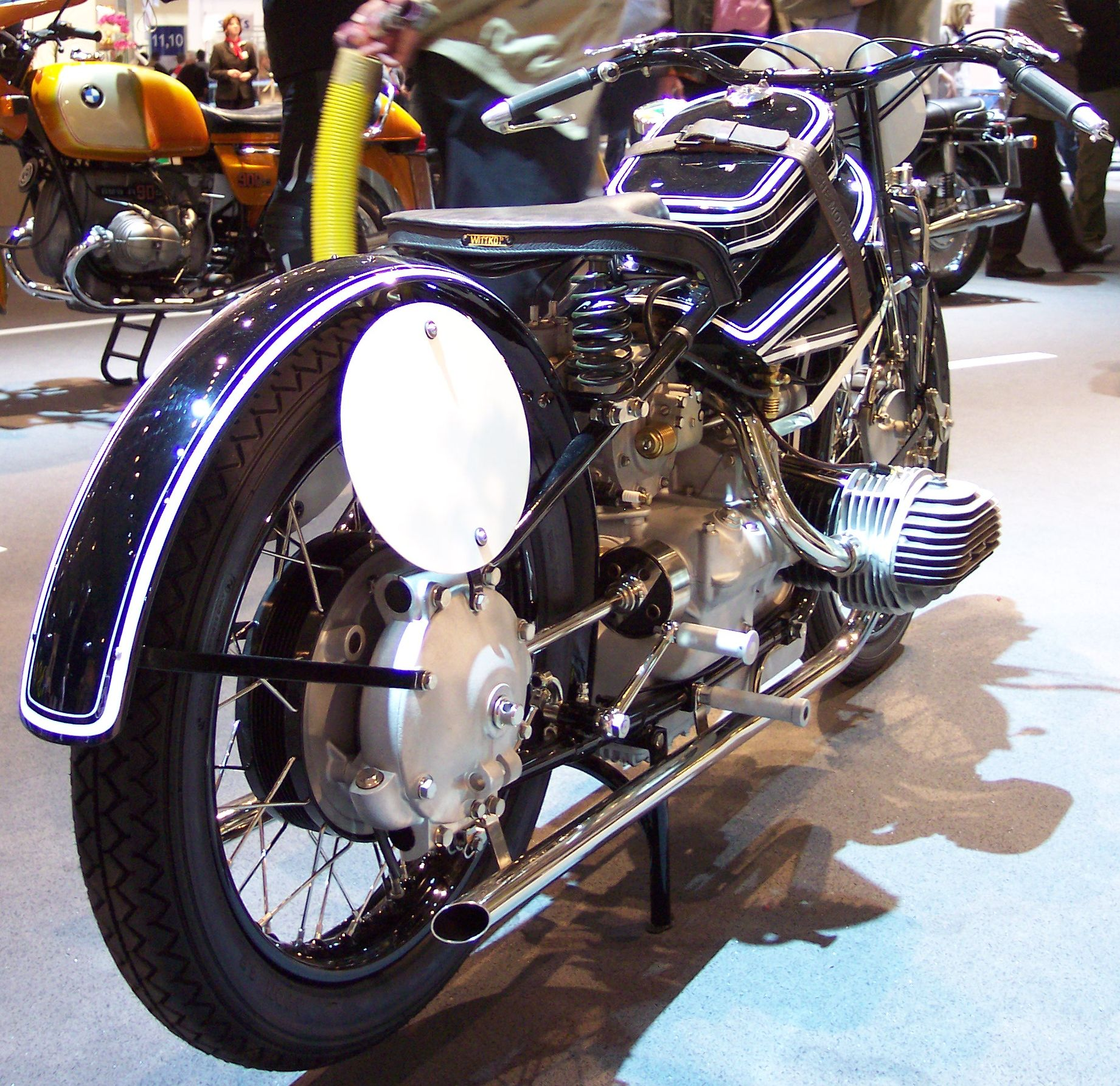
BMW WR 750 von 1929

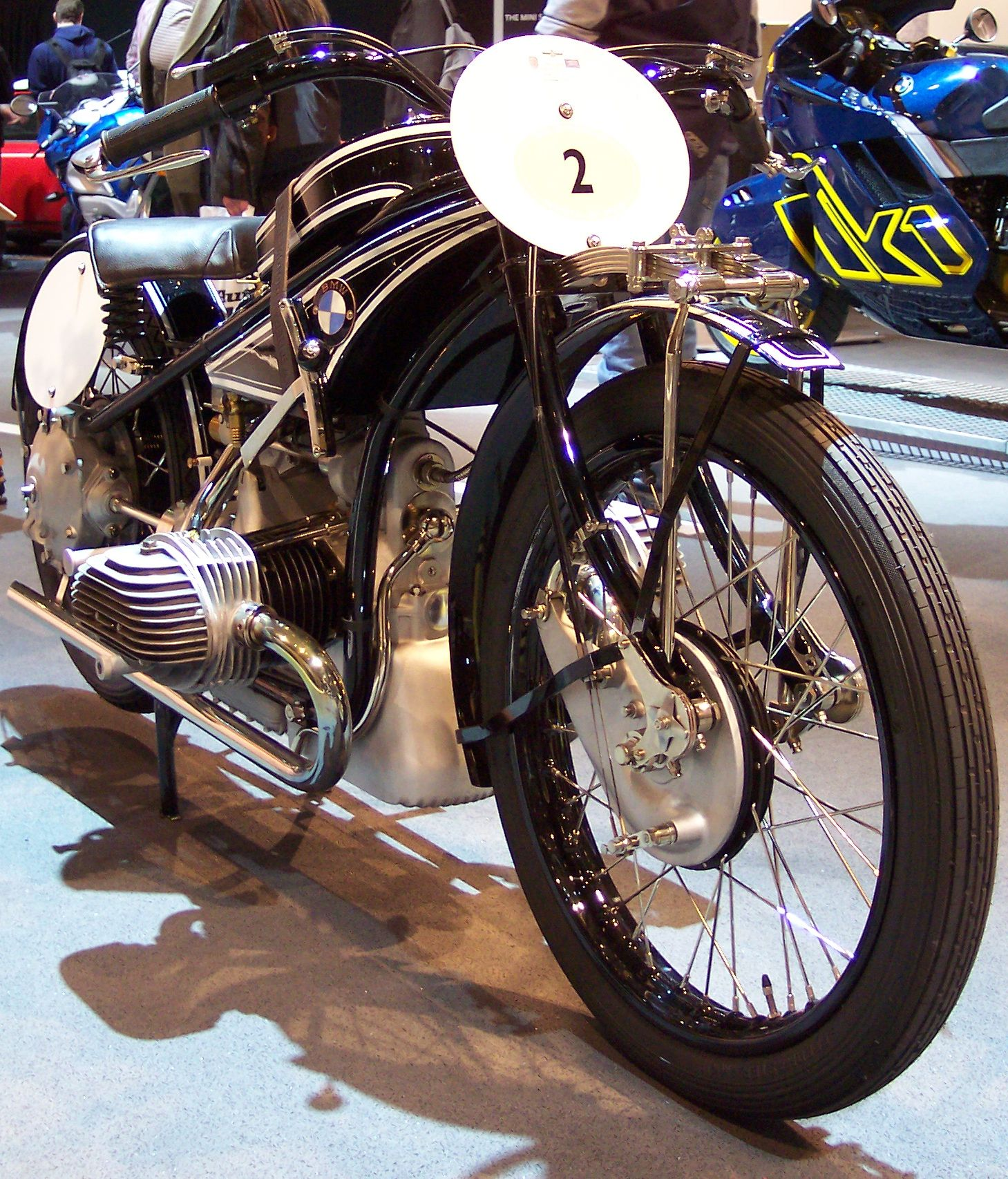
BMW WR 750 von 1929

Die „Werksrennmotorräder“ WR 500 und WR 750 waren konstruktiv von der R 37 abgeleitet. Der Motor war ein längs eingebauter Zweizylinder-Boxer-Viertaktmotor mit hängenden Ventilen.
Der Kompressor war über dem Getriebegehäuse angeordnet und wurde in der ersten Ausführung durch eine zusätzliche offene Welle parallel neben dem Magnetzünder und einer Kegelradumlenkung angetrieben. Damit lief die Kompressorwelle quer zur Fahrtrichtung. Der Tank war gegenüber den Serienmotorrädern gekürzt, um Platz für den Kompressor zu schaffen. Der einzelne Vergaser war hinter dem Kompressor angeordnet.
Ab 1930 gab es auch eine Variante mit kettengetriebenem Kompressor: Dabei lief die Kette im stark geänderten Motorgehäuse hinter den Zylindern und trieb die in Fahrtrichtung liegende Kompressorwelle an.
Die WR 750 hatte ein handgeschaltetes Getriebe und Wellenantrieb auf der rechten Seite des ungefederten Hinterrades. Das Vorderrad wurde an einer Blattfedergabel mit gezogener Kurzschwinge geführt. Die halbverkleidete Rekordmaschine von Ernst Henne hatte vorn keine Bremse.